# 80-85
80-85 is het in 1991 uitgeven compilatiealbum van de Amerikaanse punkband Bad Religion. Het bevat tracks van de oudste albums en ep's van Bad Religion (exclusief Into the Unknown, omdat dit erg onpopulair was door zijn drastische genreverandering).
Het album is door Sputnikmusic uitgekozen tot op drie na beste punkalbum van het jaar.

## Tracklist
1. "We're Only Gonna Die" (van het album How Could Hell Be Any Worse?)
2. "Latch Key Kids" (van het album How Could Hell Be Any Worse?)
3. "Part III" (van het album How Could Hell Be Any Worse?)
4. "Faith in God" (van het album How Could Hell Be Any Worse?)
5. "Fuck Armageddon... This Is Hell!" (van het album How Could Hell Be Any Worse?)
6. "Pity" (van het album How Could Hell Be Any Worse?)
7. "In the Night" (van het album How Could Hell Be Any Worse?)
8. "Damned to Be Free" (van het album How Could Hell Be Any Worse?)
9. "White Trash (Second Generation)" (van het album How Could Hell Be Any Worse?)
10. "American Dream" (van het album How Could Hell Be Any Worse?)
11. "Eat Your Dog" (van het album How Could Hell Be Any Worse?)
12. "The Voice of God Is Government" (van het album How Could Hell Be Any Worse?)
13. "Oligarchy" (van het album How Could Hell Be Any Worse?)
14. "Doin' Time" (van het album How Could Hell Be Any Worse?)
15. "Bad Religion" (van de ep Bad Religion)
16. "Politics" (van de ep Bad Religion)
17. "Sensory Overload" (van de ep Bad Religion)
18. "Slaves" (van de ep Bad Religion)
19. "Drastic Actions" (van de ep Bad Religion)
20. "World War III" (van de ep Bad Religion)
21. "Yesterday" (van de ep Back to the Known)
22. "Frogger" (van de ep Back to the Known)
23. "Bad Religion" (van de ep Back to the Known)
24. "Along the Way" (van de ep Back to the Known)
25. "New Leaf" (van de ep Back to the Known)
26. "Bad Religion" (van de ep Public Service)
27. "Slaves" (van de ep Public Service)
28. "Drastic Actions" (van de ep Public Service)

Noot: De laatste drie nummers zijn andere versies van de nummers die eerdere nummers op het album (15, 18 en 19).